# 浦尔契塔楼

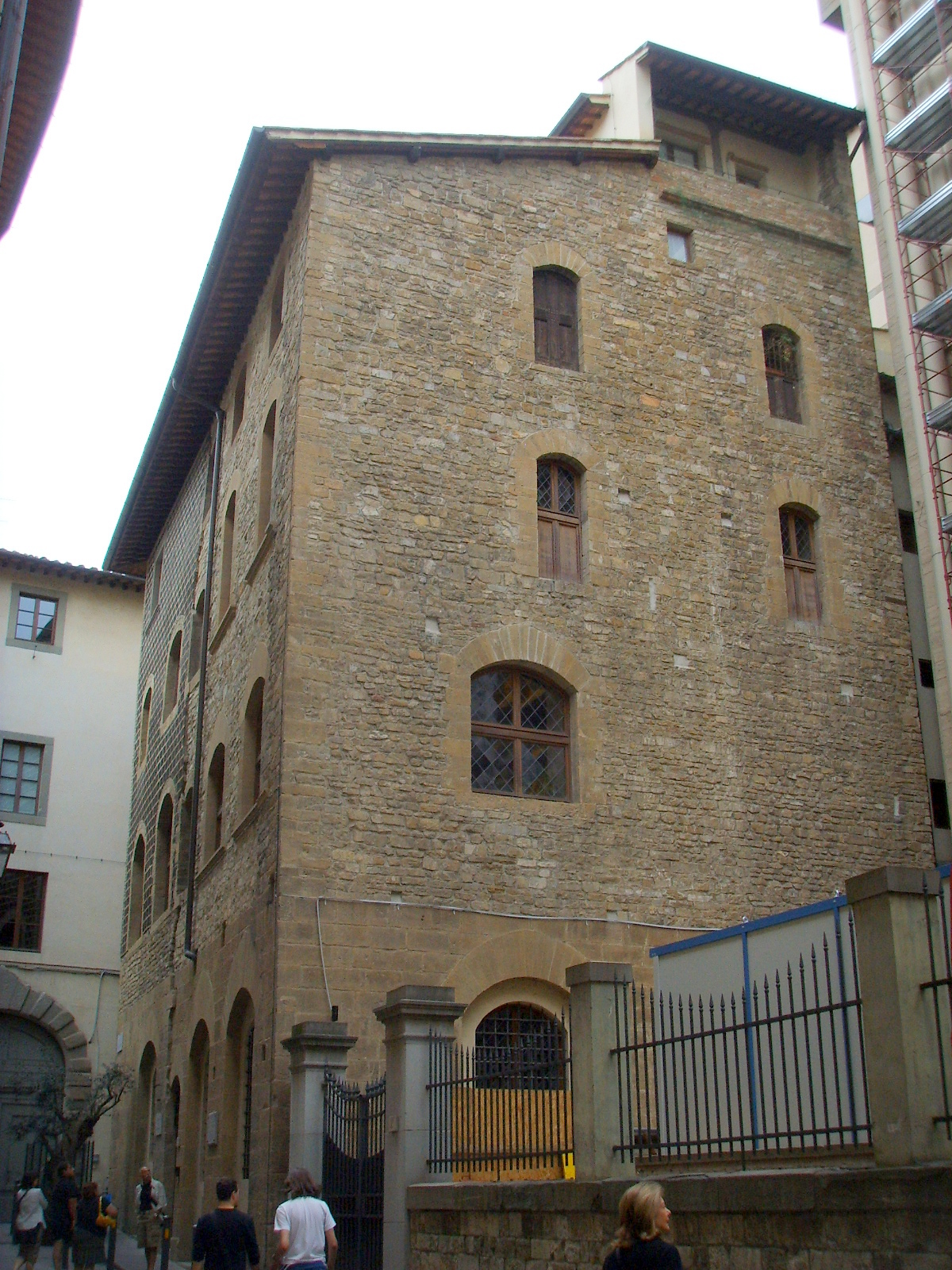
浦尔契塔楼

浦尔契塔楼（Torre dei Pulci）是意大利佛罗伦萨的一座历史建筑，该塔在中世纪和文艺复兴时期是浦尔契家族的住所，包括诗人路易吉·浦尔契。它最初是一个纯粹的防守塔，后来扩建，成为小型宫殿。
自1933年以来，它一直是乔治费里学院（Accademia dei Georgofili）的所在地。在1993年黑手党制造的乔治费里街（via deiGeorgofili）爆炸中，该塔严重受损, 造成五人死亡（包括学院的学者之一），附近的乌菲齐美术馆也有部分受损。该塔被重建，但重建的部分使用了不同的材料，以作为这次悲剧事件的一个标志。
在塔前现在是一棵象征和平的橄榄树。